# Gran Premio de Europa de 1997
El Gran Premio de Europa de 1997 (oficialmente el XLII European Grand Prix) fue la decimoséptima y última prueba de la temporada 1997 de Fórmula 1. Se disputó el 26 de octubre en el circuito de Jerez.
Tras 69 vueltas, el vencedor fue Mika Häkkinen del equipo McLaren, seguido de su compañero David Coulthard y de Jacques Villeneuve, de Williams, que acabó en tercera posición. Con esta posición le permitió al canadiense ganar el Campeonato Mundial de Pilotos de Fórmula 1.
Michael Schumacher, piloto de Ferrari, había liderado el campeonato por un solo punto por delante de Villeneuve. Durante la carrera, el canadiense y el alemán chocaron mientras luchaban por el liderato y el daño resultante al monoplaza de Schumacher lo obligó a retirarse. La Federación Internacional del Automóvil (FIA) le atribuyó a Schumacher la culpa del incidente y le quitó su segundo puesto en el campeonato. Las tácticas del alemán fueron muy criticadas por los medios de comunicación, incluidas las publicaciones de su país de origen, Alemania, y el de Ferrari, Italia.
Después de la carrera, Williams y McLaren fueron acusados de confabulación para decidir el orden final. Villeneuve dijo que «era mejor dejarlos pasar y ganar el campeonato». La FIA determinó que no había pruebas para respaldar las reclamaciones y desestimó las acusaciones.

## Informe

### Antecedentes
Originalmente el Gran Premio de Portugal figuraba en el calendario, pero fue excluido del mismo por las dificultades financieras que padecía la gerencia de Estoril. El Gran Premio de Europa se agregó después del de Japón, porque los proveedores de motores Renault no querían que la última carrera fuera en Suzuka.
Al llegar a la última carrera de la temporada, dos pilotos aún estaban en disputa por el Campeonato de Pilotos. El piloto de Scuderia Ferrari, el alemán Michael Schumacher, lideraba con 78 puntos, y el piloto de Williams, el canadiense Jacques Villeneuve, lo seguía un punto atrás. Detrás de Schumacher y Villeneuve en el campeonato, Heinz-Harald Frentzen, compañero del canadiense, tercero con 41 puntos, Jean Alesi y David Coulthard con 36 y 30 puntos respectivamente. Villeneuve había ganado dos carreras más que Schumacher durante la temporada, lo que significaba que en caso de un empate en los puntos, las reglas indicaban que Villeneuve sería campeón del mundo.
Jacques tenía que finalizar la carrera dentro de las primeras seis posiciones que eran las que recibían puntos y superar a Schumacher para ser campeón. Mientras que el alemán tenía que terminar por delante de Villeneuve, y él tenía que estar fuera de los puntos.
En el Campeonato de Constructores, Williams lideró con 118 puntos y Ferrari fue segundo con 100. La escudería británica había logrado el título en la carrera anterior, incluso si la escudería de Maranello terminaba primero y segundo en la carrera, con 16 puntos, y los dos Williams no puntuaban, no les alcanzaba.
Tras el Gran Premio de Japón, celebrado el 12 de octubre, los equipos realizaron sesiones de prueba en diversos lugares del mundo. Williams, Benetton, Sauber, Jordan y McLaren hicieron sesiones en el circuito de Silverstone. Williams, Sauber y Jordan probaron monoplazas en preparación para la temporada 1998. Arrows en Magny-Cours desarrolló neumáticos para lluvia de Bridgestone, con el circuito inundado para simular condiciones de clima húmedo. Prost en Cataluña probó los neumáticos para el monoplaza de la temporada siguiente, y Ferrari permaneció en el circuito de Suzuka probando un diferencial electrónico utilizado por Eddie Irvine en la carrera anterior.

### Prácticas y clasificación
Se realizaron cuatro sesiones de práctica antes de la carrera del domingo: dos el viernes de 11:00 a 12:00 y de 13:00 a 14:00 CEST (UTC +2), y dos el sábado por la mañana, de 09:00 a 09:45 y de 10:15 a 10:00 CEST. En las dos primeras sesiones de práctica, el piloto de Prost, Olivier Panis, estableció el mejor tiempo con una vuelta de 1:22.735, una décima de segundo más rápido que el piloto de Arrows, Damon Hill. Jacques Villeneuve y Rubens Barrichello fueron tercero y cuarto. Mika Häkkinen y Heinz-Harald Frentzen fueron quinto y sexto, Jean Alesi y David Coulthard séptimo y octavo, mientras que Michael Schumacher y Ralf Schumacher finalizaron noveno y décimo respectivamente.
En las últimas dos sesiones, Coulthard marcó la vuelta más rápida con un tiempo de 1:20.738; Häkkinen terminó con el segundo mejor tiempo. Los pilotos de Williams fueron más rápidos: Villeneuve en tercer lugar y Frentzen sexto. Panis se deslizó al cuarto lugar por delante de Gerhard Berger, sus mejores tiempos con una décima de segundo de diferencia. Estaban por delante de Jan Magnussen, Shinji Nakano, Hill y Alesi.
La sesión clasificatoria se llevó a cabo el sábado por la tarde y duró una hora entre las 13:00 y las 14:00 CEST, a cada piloto se le permitió hasta doce vueltas, la mejor determinara su posición en la parrilla. Se utilizó sistema TAG Heuer para cronometrar el tiempo de los monoplazas, además, midió con una precisión de una milésima de segundo. Al final de la sesión, los tres pilotos más rápidos establecieron el mismo tiempo, la primera vez que esto sucedió en la historia de Fórmula 1. Jacques Villeneuve fue el primero con un tiempo de 1:21.072, a los catorce minutos de la sesión de una hora. Catorce minutos más tarde, Michael Schumacher con un tiempo idéntico. Con nueve minutos restantes de la sesión, Heinz-Harald Frentzen cruzó la meta nuevamente con un tiempo de 1:21.072. Bajo las regulaciones, en el caso de que se establecieran tiempos iguales en la clasificación, se considera el orden en el que llegaron los pilotos. El canadiense se adjudicó la primera posición en la parrilla de salida, con Schumacher segundo y Frentzen tercero. El cuarto lugar en la parrilla fue para el actual Campeón del Mundo, Damon Hill, en su Arrows, con un tiempo de 1:21.130, 0.058 segundos por detrás del tiempo de los tres líderes. El británico había estado en camino de conseguir la pole, pero tuvo que reducir la velocidad hacia el final de la vuelta debido a las banderas amarillas debido a un incidente que involucraba al Minardi de Ukyō Katayama.

### Carrera
La carrera tuvo lugar por la tarde a las 14:00 CET (UTC +1), con clima seco y soleado. Villeneuve comenzó la carrera desde la primera posición, con Schumacher en segundo lugar. Solo unos momentos antes del inicio de la carrera, un líquido azul salió del Williams del canadiense. Sin embargo, esto no influyó en su monoplaza durante la carrera. La escapada de Schumacher al principio era mejor que la de Villeneuve y tomó la delantera cuando llegaron a la primera curva. Schumacher lideraría 40 de las primeras 47 vueltas de la carrera. Frentzen también tuvo un mejor comienzo que su compañero y lo superó. Bajo las órdenes del equipo Williams, en la octava vuelta el alemán dejó pasar al canadiense. Schumacher hizo su primera parada en boxes en la vuelta 22 y Villeneuve hizo la suya en la siguiente vuelta. Ambos mantuvieron sus posiciones. Durante la primera ronda de paradas en boxes, los McLaren intercambiaron lugares con David Coulthard liderando a Mika Häkkinen y Frentzen cayó a la quinta posición detrás de ambos. El orden de los líderes después de la segunda ronda de paradas en la vuelta 43 y 44 siguió siendo el mismo, pero con Villeneuve más cerca de Schumacher.
Jacques pasó a la vuelta 48 menos de un segundo por detrás de Schumacher. A mitad de la vuelta, intentó adelantar a Schumacher en la Curva Dry Sack. Frenando más tarde que el alemán, el canadiense mantuvo la línea interior y se adelantó en la pista cuando Schumacher se giró hacia él y provocó una colisión. El entonces reportero de ITV, James Allen, notó que las imágenes a bordo muestran a Schumacher girando el volante hacia la izquierda antes de girar a la derecha en Villeneuve. Martin Brundle, en el cuadro de comentarios junto a Murray Walker, vio de inmediato que el movimiento de Schumacher había sido deliberado, diciendo: «Eso no funcionó, Michael. Le diste a la parte equivocada». La rueda delantera derecha de la Ferrari golpeó la parte izquierda del Williams de Villeneuve, a diferencia de la colisión con Damon Hill en el Gran Premio de Australia de 1994, donde el alemán infligió daños en la suspensión de Hill, provocando que ambos se retiraran. Villeneuve describió el incidente después de la carrera: «El coche se sintió muy extraño. El golpe fue muy fuerte. No fue una cosa pequeña». Continuó, pero el daño en su monoplaza significaba que era más lento que los demás que estaban detrás de él.
En el momento del incidente quedaban 22 vueltas para el final. El ritmo lento del monoplaza de Villeneuve significó que en la última vuelta, ambos McLaren lo alcanzaran, Häkkinen había recuperado el segundo lugar de David Coulthard bajo las órdenes del equipo. Después de la carrera, el canadiense declaró: «No luché entonces. Fue mejor dejarlos pasar y ganar el campeonato. Es un buen intercambio». Gerhard Berger en el cuarto lugar (que disputó su último Gran Premio) también alcanzó a Villeneuve pero no lo pasó antes de cruzar la meta. El margen final entre el canadiense y el austríaco fue de 0.116 segundos. El tercer lugar significó que Villeneuve terminó por delante de Schumacher en el Campeonato de Pilotos por 3 puntos, y se consagró Campeón del Mundo. La victoria de Häkkinen fue la primera en su carrera como piloto de Fórmula 1.

## Post-carrera

### Colisión entre Schumacher y Villeneuve

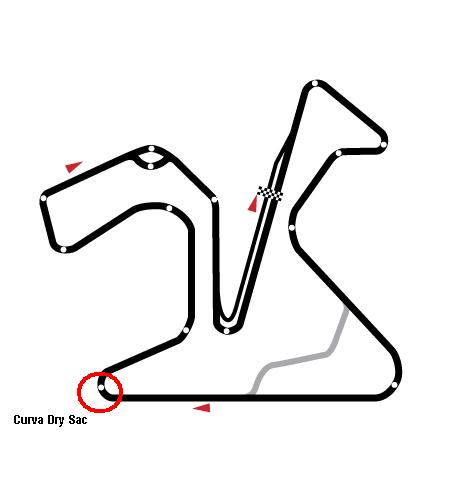
La Curva Dry Sack, lugar de la colisión entre Schumacher y Villeneuve.

Antes de la carrera en Jerez, el presidente de la Federación Internacional del Automóvil, Max Mosley, había prometido imponer sanciones a cualquiera que intentara influir en el resultado del campeonato. Los oficiales de la carrera emitieron una declaración después de la carrera que indicaba que habían «concluido por unanimidad que fue un accidente de carrera y que no es necesaria ninguna otra acción». Sin embargo, Schumacher fue posteriormente convocado a una audiencia disciplinaria por la FIA y el 11 de noviembre, se anunció que el alemán sería descalificado de la temporada 1997. Esto significó que perdió su segundo lugar en la clasificación general ante Heinz-Harald Frentzen, pero retendría sus victorias y otros resultados obtenidos a lo largo del campeonato, y no sería multado ni enfrentaría ningún otro castigo en la temporada siguiente. Mosley declaró que el panel «llegó a la conclusión de que, aunque las acciones fueron deliberadas, no fueron premeditadas». A Schumacher se le dio la orden participar en una campaña de seguridad vial durante la temporada 1998.
Ferrari también escapó impune a pesar del Artículo 123 del Código Deportivo Internacional de la FIA que dice: «El participante será responsable de todos los actos u omisiones de parte del conductor». Bajo esta regla, que nunca se ha invocado por un incidente de conducción, la escudería italiana podía haber sido castigada por no haber controlado a su piloto. Cuando se le preguntó sobre el tema, Max Mosley dijo que el Consejo Mundial había decidido no invocar el artículo 123. Otra pregunta que no abordó fue si habría o no una sanción pública contra los comisarios de Jerez, que habían desestimado el incidente Schumacher-Villeneuve, que, según se ha afirmado, fue un incumplimiento de su deber.

### Reacción de los medios
Los periódicos alemanes se encontraban entre los muchos de toda Europa que atacaron a Schumacher. Bild dijo que «Schumacher fue el culpable del incidente». «Jugó por apuestas altas y perdió todo: el Campeonato del Mundo y su reputación de juego limpio. No hay duda de que quería derrotar a Villeneuve». Frankfurter Allgemeine lo llamó «un kamikaze sin honor» y comentó que «el monumento está empezando a romperse porque los cimientos son defectuosos». Una estación de televisión alemana solicitó a los fanáticos sus opiniones y recibió las opiniones de 63,081 votos. El 28% dijo que ya no podía apoyar a Schumacher.
En Italia hubo una condena generalizada de Schumacher. El diario L'Unità pedía que fuera despedido por Ferrari. «Schumacher debería enfrentar cargos en un tribunal español por el hecho grave que cometió», informó. «El piloto se cubrió a sí mismo, a Ferrari y al deporte italiano en su totalidad con vergüenza. Estamos esperando que Ferrari anuncie que está desperdiciando a Michael Schumacher y contratando a un nuevo conductor que es más inteligente, tiene más sabiduría y un verdadero sentido de moralidad».
La Repubblica informó que «ver desaparecer un título después de esperar 18 años es bastante triste. Pero verlo en humo con el movimiento de Michael Schumacher es, lamentablemente, mucho peor. Es vergonzoso». La Gazzetta dello Sport dijo que si Scuderia Ferrari hubiera ganado el título hubiera sido «un título para esconder», y agregó que prefería seguir esperando el día en que «nuestra pasión por Ferrari tenga un final feliz». Incluso La Stampa, periódico propiedad de la Familia Agnelli, que también controla Ferrari, dijo que «su imagen de campeón se rompió, como un vaso golpeado por una piedra».
En los periódicos británicos, la maniobra de Schumacher contra Damon Hill en el Gran Premio de Australia de 1994 se utilizó como comparación en muchos de los informes. Daily Mail informó que el alemán había «perdido el último vestigio de su reputación de deportista» y The Times escribió que Michael había «sacrificado su reputación por un acto de cinismo que le hizo perder el derecho a cualquier simpatía».
Ferrari organizó una conferencia de prensa el martes después de la carrera en la cual Schumacher admitió que había cometido un error, pero dijo que se trataba de un error de juicio en lugar de un intento deliberado de sacar a Villeneuve. «Soy un humano como todos los demás y desafortunadamente cometí un error», dijo. «No hago muchos, pero lo hice esta vez».

### Circuito de Jerez
El 12 de diciembre de 1997, World Motorsport Council decidió que el alcalde de Jerez de la Frontera, Pedro Pacheco, interrumpió la ceremonia del podio. Originalmente, el veredicto fue que no se disputaran más carreras de Fórmula 1 en el circuito. Sin embargo, cuando Pacheco compareció ante la WMSC, la decisión fue revocada.
Las personas elegidas para presentar los trofeos dependían del orden de la carrera, y el presidente de Daimler-Benz, Jürgen Schrempp, solo estaba dispuesto a hacer una presentación a un piloto de McLaren. Cuando Häkkinen y Coulthard superaron a Villeneuve en la última vuelta, esto hubiera significado que podría presentar el trofeo para la primera o la segunda posición o el trofeo de constructor ganador. Hubo cierta confusión debido a los cambios tardíos en la posición y mientras el alcalde y el presidente de la región presentaron trofeos, Schrempp no hizo nada. El presidente de la FIA, Max Mosley, anunció más tarde: «La interrupción causó vergüenza e inconvenientes a quienes presentaban los trofeos y, por lo tanto, no se realizarían más carreras de Fórmula 1 en el circuito de Jerez».

### Alegatos de colusión
El 8 de noviembre, el periódico The Times publicó un artículo en el que acusaba a Williams y McLaren de conspirar para decidir el orden de finalización al final del Gran Premio. Las afirmaciones del artículo se basaron en grabaciones de transmisiones de radio realizadas por los dos equipos. El Consejo Mundial de la FIA rechazó las reclamaciones cuando el asunto fue presentado ante ellos. El presidente de la Federación Internacional del Automóvil (FIA), Max Mosley, dijo: «Es bastante claro que el resultado de la carrera no fue arreglado. No hubo acuerdo entre McLaren y Williams de que Mika Häkkinen iba a ganar. Pudieron demostrar muy claramente que ese no fue el caso».
En 2006, Norberto Fontana afirmó en una entrevista con el periódico argentino Olé que, pocas horas antes del Gran Premio, el director de Ferrari, Jean Todt, visitó el box de Sauber y le dijo al equipo suizo, que usaba motores Ferrari en ese momento, que ambos Sauber debían bloquear a Jacques Villeneuve si estuvieran en condiciones de hacerlo para ayudar a Michael Schumacher a ganar el campeonato. Peter Sauber, propietario y gerente del equipo en ese momento, negó estas acusaciones y dijo: «Ferrari nunca expresó el deseo de que deberíamos obstruir a un oponente de Schumacher en la pista».
En 2014, David Coulthard concedió una entrevista a Charles Bradley en Autosport, donde afirmó que, efectivamente, había un acuerdo entre McLaren y Williams. «Ron [Dennis] había hecho ese trato con Frank [Williams], de lo que ninguno de nosotros sabía nada, si ayudábamos a Williams en su búsqueda para vencer a Ferrari, no podrían impedirle ayudar a McLaren. Probablemente Ron todavía siga negandolo en la actualidad. Eso es lo que pasó».

## Clasificación
Resultados
| Pos.                  | N.º | Piloto                | Equipo/Motor      | Tiempo   | Diferencia |
| --------------------- | --- | --------------------- | ----------------- | -------- | ---------- |
| 1                     | 3   | Jacques Villeneuve    | Williams-Renault  | 1:21.072 | —          |
| 2                     | 5   | Michael Schumacher    | Ferrari           | 1:21.072 | —          |
| 3                     | 4   | Heinz-Harald Frentzen | Williams-Renault  | 1:21.072 | —          |
| 4                     | 1   | Damon Hill            | Arrows-Yamaha     | 1:21.130 | +0.058     |
| 5                     | 9   | Mika Häkkinen         | McLaren-Mercedes  | 1:21.369 | +0.297     |
| 6                     | 10  | David Coulthard       | McLaren-Mercedes  | 1:21.476 | +0.404     |
| 7                     | 6   | Eddie Irvine          | Ferrari           | 1:21.610 | +0.538     |
| 8                     | 8   | Gerhard Berger        | Benetton-Renault  | 1:21.656 | +0.584     |
| 9                     | 14  | Olivier Panis         | Prost-Mugen-Honda | 1:21.735 | +0.663     |
| 10                    | 7   | Jean Alesi            | Benetton-Renault  | 1:22.011 | +0.939     |
| 11                    | 23  | Jan Magnussen         | Stewart-Ford      | 1:22.167 | +1.095     |
| 12                    | 22  | Rubens Barrichello    | Stewart-Ford      | 1:22.222 | +1.150     |
| 13                    | 2   | Pedro Diniz           | Arrows-Yamaha     | 1:22.234 | +1.162     |
| 14                    | 16  | Johnny Herbert        | Sauber-Petronas   | 1:22.263 | +1.191     |
| 15                    | 15  | Shinji Nakano         | Prost-Mugen-Honda | 1:22.351 | +1.279     |
| 16                    | 11  | Ralf Schumacher       | Jordan-Peugeot    | 1:22.740 | +1.668     |
| 17                    | 12  | Giancarlo Fisichella  | Jordan-Peugeot    | 1:22.804 | +1.732     |
| 18                    | 17  | Norberto Fontana      | Sauber-Petronas   | 1:23.281 | +2.209     |
| 19                    | 20  | Ukyō Katayama         | Minardi-Hart      | 1:23.409 | +2.337     |
| 20                    | 21  | Tarso Marques         | Minardi-Hart      | 1:23.854 | +2.782     |
| 21                    | 19  | Mika Salo             | Tyrrell-Ford      | 1:24.222 | +3.150     |
| 22                    | 18  | Jos Verstappen        | Tyrrell-Ford      | 1:24.301 | +3.229     |
| Tiempo 107%: 1:26.747 |     |                       |                   |          |            |

Fuente: F1.com

## Carrera
Resultados
| Pos. | N.º | Piloto                | Equipo/Motor      | Vueltas | Tiempo/Retirado | Parrilla | Puntos |
| ---- | --- | --------------------- | ----------------- | ------- | --------------- | -------- | ------ |
| 1    | 9   | Mika Häkkinen         | McLaren-Mercedes  | 69      | 1:38:57.772     | 5        | 10     |
| 2    | 10  | David Coulthard       | McLaren-Mercedes  | 69      | +1.654          | 6        | 6      |
| 3    | 3   | Jacques Villeneuve    | Williams-Renault  | 69      | +1.803          | 1        | 4      |
| 4    | 8   | Gerhard Berger        | Benetton-Renault  | 69      | +1.919          | 8        | 3      |
| 5    | 6   | Eddie Irvine          | Ferrari           | 69      | +3.789          | 7        | 2      |
| 6    | 4   | Heinz-Harald Frentzen | Williams-Renault  | 69      | +4.537          | 3        | 1      |
| 7    | 14  | Olivier Panis         | Prost-Mugen-Honda | 69      | +1:07.145       | 9        |        |
| 8    | 16  | Johnny Herbert        | Sauber-Petronas   | 69      | +1:13.052       | 14       |        |
| 9    | 23  | Jan Magnussen         | Stewart-Ford      | 69      | +1:17.487       | 22       |        |
| 10   | 15  | Shinji Nakano         | Prost-Mugen-Honda | 69      | +1:18.215       | 15       |        |
| 11   | 12  | Giancarlo Fisichella  | Jordan-Peugeot    | 68      | +1 vuelta       | 17       |        |
| 12   | 19  | Mika Salo             | Tyrrell-Ford      | 68      | +1 vuelta       | 11       |        |
| 13   | 7   | Jean Alesi            | Benetton-Renault  | 68      | +1 vuelta       | 10       |        |
| 14   | 17  | Norberto Fontana      | Sauber-Petronas   | 68      | +1 vuelta       | 18       |        |
| 15   | 21  | Tarso Marques         | Minardi-Hart      | 68      | +1 vuelta       | 20       |        |
| 16   | 18  | Jos Verstappen        | Tyrrell-Ford      | 68      | +1 vuelta       | 12       |        |
| 17   | 20  | Ukyō Katayama         | Minardi-Hart      | 68      | +1 vuelta       | 19       |        |
| Ret  | 5   | Michael Schumacher    | Ferrari           | 48      | Colisión        | 2        |        |
| Ret  | 1   | Damon Hill            | Arrows-Yamaha     | 47      | Caja de cambios | 4        |        |
| Ret  | 11  | Ralf Schumacher       | Jordan-Peugeot    | 44      | Fuga de agua    | 16       |        |
| Ret  | 22  | Rubens Barrichello    | Stewart-Ford      | 30      | Caja de cambios | 21       |        |
| Ret  | 2   | Pedro Diniz           | Arrows-Yamaha     | 11      | Accidente       | 13       |        |

Fuente: F1.com

## Clasificación tras la carrera
| Pos. | Piloto                | Puntos | Cambios     |
| ---- | --------------------- | ------ | ----------- |
| 1    | Jacques Villeneuve    | 81     | Crecimiento |
| 2    | Heinz-Harald Frentzen | 42     | Crecimiento |
| 3    | David Coulthard       | 36     | Crecimiento |
| 4    | Jean Alesi            | 36     | Crecimiento |
| 5    | Gerhard Berger        | 27     | Crecimiento |

| Pos. | Constructor      | Puntos | Cambios     |
| ---- | ---------------- | ------ | ----------- |
| 1    | Williams-Renault | 123    | Sin cambios |
| 2    | Ferrari          | 102    | Sin cambios |
| 3    | Benetton-Renault | 67     | Sin cambios |
| 4    | McLaren-Mercedes | 63     | Sin cambios |
| 5    | Jordan-Peugeot   | 33     | Sin cambios |

- Michael Schumacher fue posteriormente descalificado del campeonato.